# Jordi Olavarrieta i Santafé
Jordi Olavarrieta i Santafé (Barcelona, 15 de juny de 1924 – Garriguella, 27 d'abril de 2013) va ser un fotògraf català. Fill de pare argentí i mare aragonesa, va treballar de mecànic matricer dels 14 fins als 32 anys, quan comença a dedicar-se professionalment al món de la fotografia publicitària. Autodidacta de formació, ha realitzat reportatges publicitaris per diverses empreses: Roca, Bayer, Estrella Damm, Matesa, Sandoz, així com per a un gran nombre d'empreses tèxtils. Va tenir una botiga fotogràfica al carrer Camèlia, 71 de Barcelona. A la dècada del 1960 neix en ell una nova inquietud, la il·lustració fotogràfica de poesies, cançons i textos. L'any 1976 realitza la seva primera obra Gust de terra catalana. Posteriorment va rebre l'encàrrec d'il·lustrar fotogràficament el llibre Gerunda Girona. Altres llibre on ha publicat les seves fotografies són: Joan Salvador Gavina; Yantar y el comer; Libro del cava; Cims, valls i santuaris; i Oh Montserrat!.
El seu fons personal es conservà a l'estudi del fotògraf fins a l'any 1998, quan l'autor cedeix la seva obra íntegra a la Generalitat de Catalunya, a canvi d'una pensió vitalícia. L'autor cedia a la Generalitat els drets de reproducció sense cap limitació i els drets d'autor, i els materials de les obres: Gust de terra catalana, Joan Salvador Gavina, Cims, valls i santuaris, i Oh Montserrat!. Tot aquest material va romandre, primer, a les instal·lacions de l'Entitat Autònoma del Diari Oficial i de Publicacions, d'on ingressà a l'Arxiu Nacional de Catalunya. El fons fotogràfic està constituït per materials dels anys setanta i vuitanta (especialment entre 1982 i 1987) i fan bàsicament referència a Catalunya però també a diversos països de l'estranger, com França, Regne Unit, Irlanda, Alemanya, Suïssa, Portugal i altres. D'altra banda, les imatges més recents corresponen als Jocs Olímpics de 1992 i les commemoracions de l'Onze de Setembre dels anys 1995 i 1996. Les fotografies de Jordi Olavarrieta estaven destinades a la il·lustració de publicacions, i plasmen aspectes de les terres catalanes.